# Anthony Terlazzo
Anthony Terlazzo   (Patti, 28 de juliol de 1911 - Los Angeles, 26 de març de 1966) fou un aixecador estatunidenc que va competir durant les dècades de 1930 i 1940.
El 1932 va prendre part en els Jocs Olímpics de Los Angeles, on va guanyar la medalla de bronze en la competició del pes ploma del programa d'halterofília. Quatre anys més tard, als Jocs de Berlín, guanyà la medalla d'or en la mateixa prova.
En el seu palmarès també destaquen dues medalles d'or al Campionat del Món d'halterofília, el 1937 i 1938, 12 campionats nacionals i cinc rècords del món.